# 7 Dywizja Pancerna (Wielka Brytania)
7 Dywizja Pancerna – dywizja pancerna armii brytyjskiej, służąca z wyróżnieniem podczas II wojny światowej, gdzie jej dokonania w kampanii afrykańskiej przyniosły jej przydomek Szczury Pustyni (ang. Desert Rats).
Dywizja została utworzona po traktacie monachijskim w Egipcie w 1938 r. jako Dywizja Mobilna, a jej pierwszym dowódcą był teoretyk walk pancernych gen. Percy Hobart. W lutym 1940 r. nazwę jednostki zmieniono na 7 Dywizję Pancerną.
Dywizja walczyła w większości głównych bitew podczas kampanii w Afryce Północnej; później wylądowała na brzegu i walczyła w kampanii włoskiej na jej wczesnych etapach, po czym została wycofana do Wielkiej Brytanii, gdzie przygotowywała się do walk w północno-zachodniej Europie. Wylądowała w Normandii po południu w dniu inwazji, 6 czerwca 1944 r. i walczyła na froncie zachodnim aż do końca wojny, który zastał ją w Kilonii i Hamburgu w Niemczech.
Chociaż dywizja została rozwiązana w latach 50., jej tradycja (nazwa i naszywka mundurowa z „pustynnym szczurem”) są kontynuowane przez 7 Brygadę Pancerną.

## Sformowanie

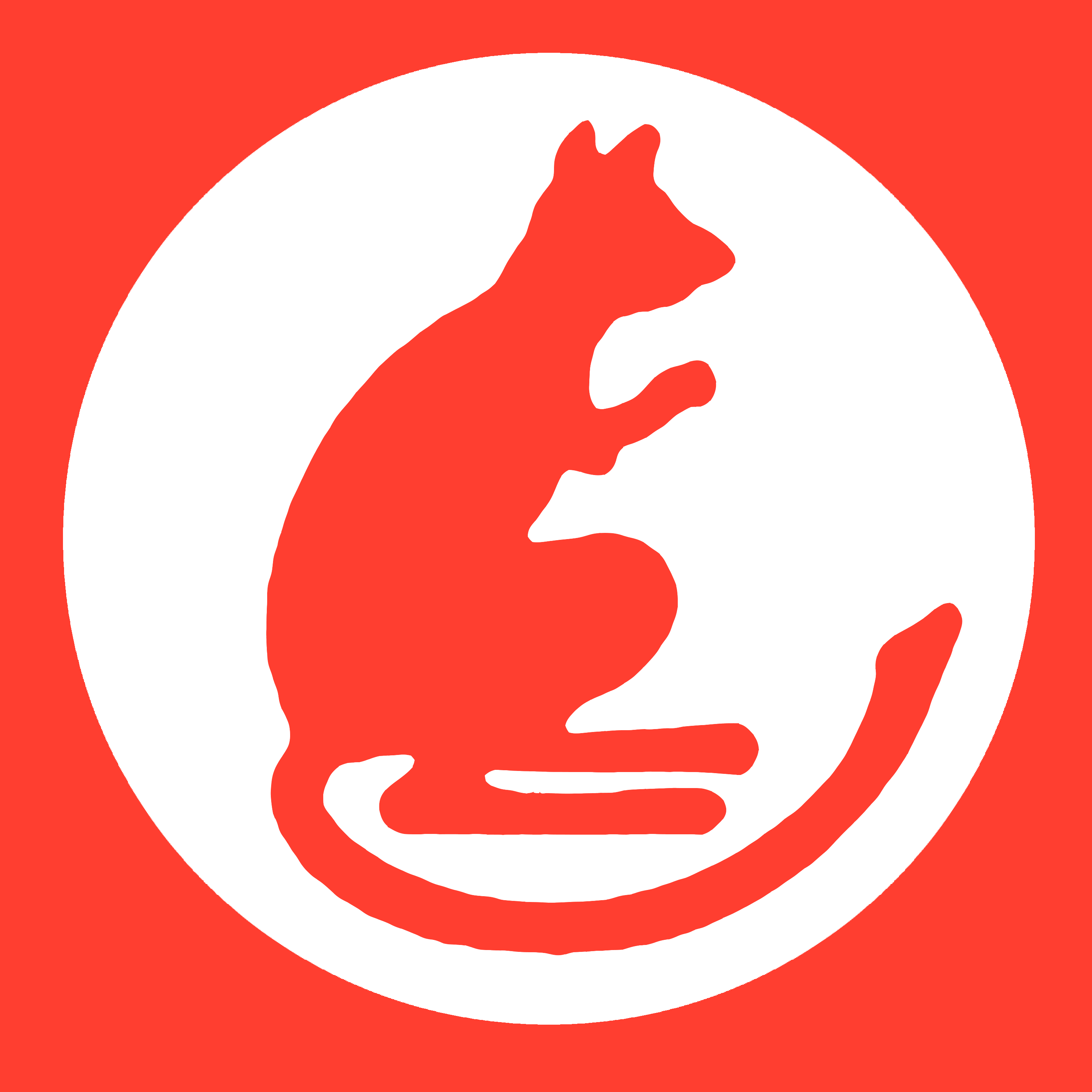
Naszywka mundurowa 7 Dywizji Pancernej z wizerunkiem jerboy, „pustynnego szczura”

Kiedy wojska włoskie zostały zgromadzone na potrzeby inwazji na Abisynię w 1935 r., w Egipcie Brytyjczycy utworzyli Siły Mobilne (ang. Mobile Force) na wypadek wojny. Jednak kiedy deszcz i burze piaskowe doprowadziły do zapadnięcia się pojazdów w grząskim gruncie, formacja ta stała się znana w szeregach brytyjskich jako „Niemobilna Farsa” (ang. Immobile Farce).
Po kryzysie monachijskim elementy, które miały stać się 7 Dywizją Pancerną, dotarły na Bliski Wschód w 1938 r., aby zwiększyć siły brytyjskie w Egipcie i utworzyć Dywizję Mobilną.
„Mobile Force” (początkowo „Matruh Mobile Force”) została sformowana na wybrzeżu Morza Śródziemnego około 190 km na zachód od Aleksandrii. Podstawą do powstania nowej jednostka była Kairska Brygada Kawalerii (trzy pułki pancerne: 7 Pułk Own's Queen Husars, 8 Pułk King's Royal Irish Hussars i 11 Pułk Huzarów) wspierana przez 3 Pułk Królewskiej Artylerii Konnej, kompanię Royal Army Service Corps i jednostkę sanitariatu polowego.
Formacja była zorganizowana jako brygada kawalerii (pułki huzarów z lekkimi czołgami, 15-to osobowe ciężarówki Forda i samochody pancerne), grupa czołgów (starsze czołgi średnie i lekkie oraz najnowsze czołgi lekkie) oraz „grupa uderzeniowa” (artyleria z 3,7-calowymi armatami górskimi i pojazdami gąsienicowymi do ich holowania).
Dołączył do niego 1. batalion Królewskiego Korpusu Strzelców z Birmy, a następnie jego pierwszy dowódca, gen. Percy Hobart. Hobart był ekspertem od walk pancernych i widział, że jego żołnierze byli odpowiednio przygotowani do boju na pustyni, pomimo słabego wyposażenia. Stewart Henry Perowne, attaché ds. public relations w ambasadzie brytyjskiej w Bagdadzie, być może nie bez powodu nazywał tę jednostkę „Mobile Farce”, ponieważ używała ona niektórych przestarzałych czołgów, takich jak Vickers Medium Tank Mark II.
W grudniu 1939 r. gen. Michael O'Moore Creagh zastąpił Hobarta, który popadł w niełaskę u swoich przełożonych.

## Afryka Północna

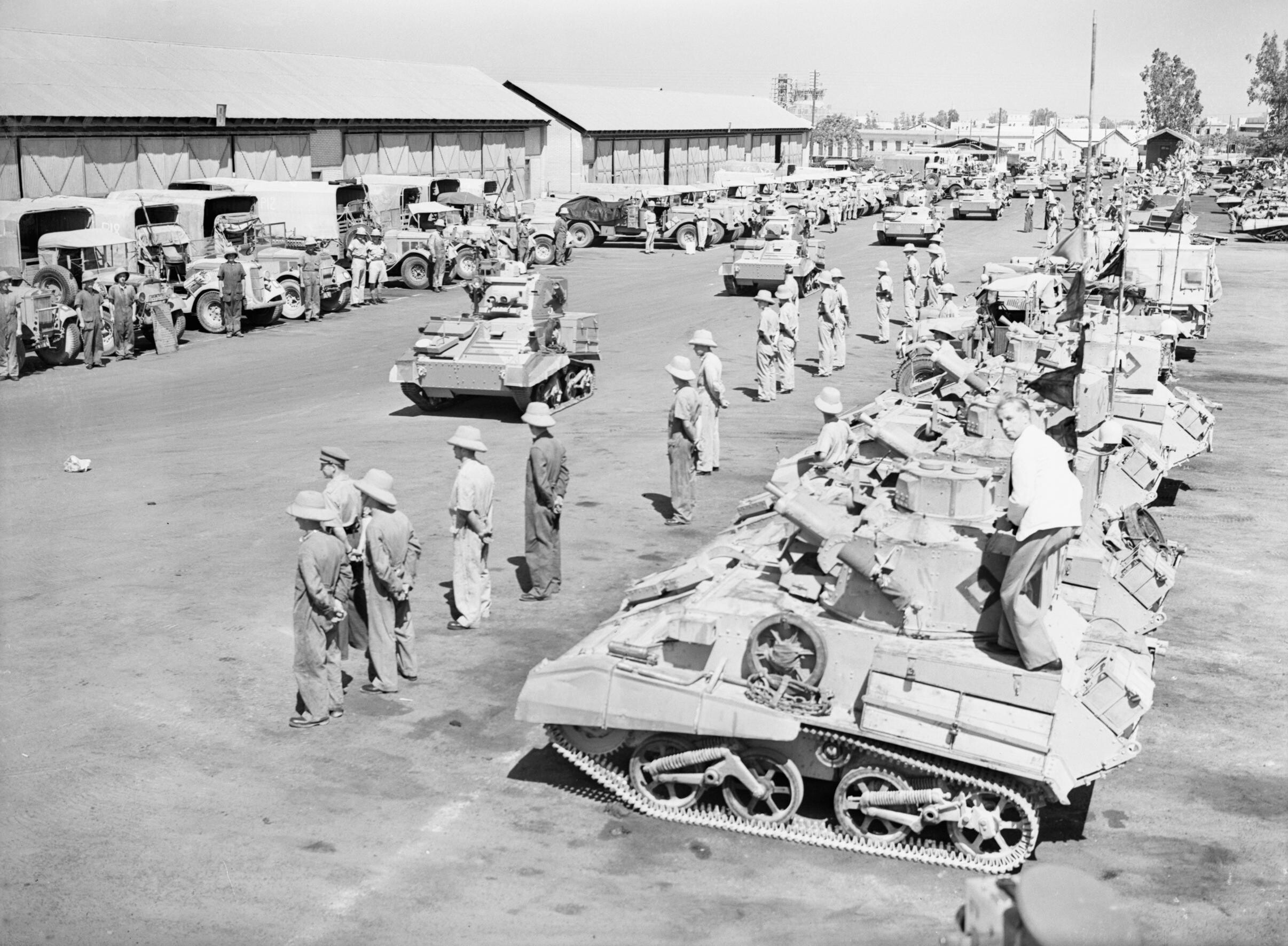
Lekki czołg Mk VI i ciężarówki 8 Pułku King's Royal Irish Hussars zebrane przed wyruszeniem na ćwiczenia na pustyni, 5 czerwca 1940 r.

Dywizja docelowo miała być wyposażona w 220 czołgów. Jednak w chwili wybuchu II wojny światowej we wrześniu 1939 r. „Siły Mobilne” miały zaledwie 65 pojazdów. 16 lutego 1940 r. jednostka, która w połowie 1939 r. zmieniła nazwę na Dywizję Pancerną, stała się teraz 7 Dywizją Pancerną.
Po wypowiedzeniu wojny Wielkiej Brytanii przez Włochy i rozpoczęciu włoskiej inwazji na Egipt, alianckie Siły Pustyni Zachodniej pod dowództwem gen. Richarda O'Connora znajdowały się w znacznej mniejszości. Jednakże, armia włoska składała się głównie z piechoty; jej artyleria pochodziła z czasów I wojny światowej, nie miała samochodów pancernych i posiadała niewiele broni przeciwpancernej, skutecznej jedynie przeciw lżej opancerzonym pojazdom. Takie siły nie były w stanie dorównać Brytyjczykom. Siły Pustyni Zachodniej przeprowadzając operację Compass, na którą składał się szereg fragmentarycznych bojów stoczonych w okresie od grudnia 1940 r. do lutego 1941 r., pojmały 130 tys. Włochów, z czego 25 tys. tylko w jednym starciu pod Beda Fomm.
Podczas odwrotu Włochów w styczniu 1941 r. gen. O'Connor rozkazał Pustynnym Szczurom udać się na południe od Jebel Akhdar i odciąć włoskie siły pod Beda Fomm, podczas gdy oddziały australijskie spychały wroga na zachód. 7 lutego, ponieważ czołgi nie były w stanie posuwać się wystarczająco szybko, manewr poprowadziła sformowana ad hoc grupa bojowa złożona z samochodów, holowanej artylerii i piechoty, która dotarła do celu w 30 godzin, odcięła odwrót nieprzyjaciela i zniszczyła włoską 10 Armię. Płk John Combe poprowadził tę grupę, znaną od jego nazwiska jako „Combe Force”. Po tym czasie czołgi 7 Dywizji Pancernej, po ośmiu miesiącach walki, wymagały gruntownego przeglądu, a dywizja została wycofana do Kairu i tymczasowo przestała być dostępna jako formacja bojowa, zastąpiona w linii przez 2 Dywizję Pancerną.

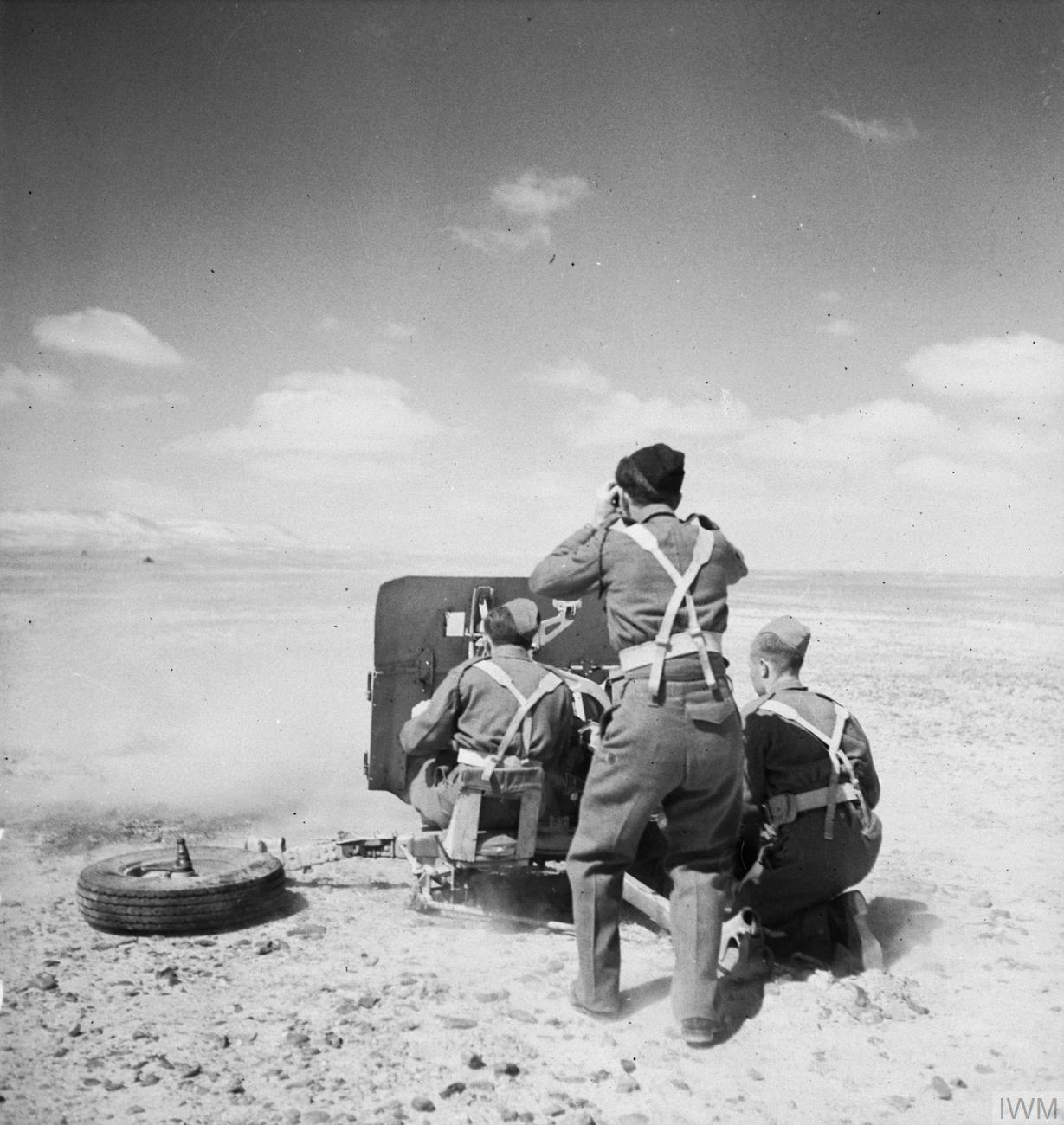
2-funtowe działo przeciwpancerne obsadzone przez żołnierzy 2. batalionu Brygady Strzeleckiej Pułku The Prince Consort's Own, 24 marca 1942 r.

Włosi okazali się tak słabi, że Adolf Hitler był zmuszony wysłać do Afryki Afrika Korps pod dowództwem gen. Erwina Rommla jako posiłki. W kwietniu 1941 r. wojska alianckie w Tobruku zostały odcięte od reszty sił przez atakujących Niemców i Włochów. 7 czerwca dywizja została ponownie przygotowana do walki w ramach operacji Battleaxe, otrzymując nowe czołgi i dodatkowy personel. W planie ataku dla zbliżającej operacji, dywizja została podzielona na dwie części, jedną nacierającą wzdłuż wybrzeża i drugą w głębi lądu. Jednak uderzenie liantów nie powiodło się, a 7 Dywizja Pancerna została zmuszona do wycofania się trzeciego dnia walk. 18 listopada w ramach operacji Crusader cała dywizja skoncentrowała się na przełamaniu frontu, gdzie stawiła czoła tylko osłabionej 21 Dywizji Pancernej. Jednak dowódca XXX Korpuu, gen. Willoughby Norrie, świadom tego, że 7 Dywizja Pancerna miała wtedy mniej 200 czołgów, postanowił zachować ostrożność. Podczas oczekiwania, wczesnym popołudniem 22 listopada, Rommel zaatakował Sidi Rezegh siłami 21 Dywizji Pancernej i zdobył lotnisko. Walka była desperacka i chaotyczna; za działania podczas tych dwóch dni walki bryg. John Campbell, dowodzący 7 Grupą Wsparcia, został odznaczony Krzyżem Wiktorii. Jednak niemiecka dywizja, pomimo znacznie słabszego komponentu czołgowego, okazała się lepsza w swojej taktyce łączenia działań różnych rodzajów wojsk, odpychając 7 Dywizję Pancerną, która straciła 50 czołgów (głównie z 22 Brygady Pancernej).
27 czerwca 1942 r. elementy 7 Dywizji Pancernej wraz z jednostkami 3 Pułku The King's Own Hussars doznały jednego z najtragiczniejszych przypadków bratobójczego ognia w tej wojnie, kiedy zostały zaatakowane przez grupę bombowców Vickers Wellington z RAF-u podczas dwugodzinnego nalotu w pobliżu Mersa Matruh w Egipcie. Co najmniej 359 żołnierzy zostało zabitych, a 560 odniosło rany.
Siły Pustyni Zachodniej później przekształciły się w kwaterę główną XIII Korpusu, jedną z głównych części 8 Armii, która od sierpnia 1942 r. dowodzona była przez gen. Bernarda Montgomery'ego. 7 Dywizja Pancerna brała udział w największych bitwach kampanii północnoafrykańskiej, w tym w obu bitwach pod El Alamein (pierwszej w lipcu 1942 r., która zatrzymała postęp wojsk Osi oraz drugiej w październiku-listopadzie 1942 r., która odwróciła losy wojny w Afryce Północnej).
7 Dywizja Pancerna, składająca się wówczas z 22 Brygady Pancernej i 131 Brygady Piechoty, dowodzona przez gen. Johna Hardinga, wzięła udział w kluczowych etapach bitwach kampanii tunezyjskiej, walcząc m.in. w bitwie pod El Agheila w grudniu. Do stycznia 1943 r. 8 Armia dotarła do Trypolisu, gdzie odbyła się parada zwycięstwa z udziałem 7 Dywizji Pancernej. Wśród odbierających paradę byli m.in. premier Wielkiej Brytanii Winston Churchill i gen. Alan Brooke, szef Imperialnego Sztabu Generalnego.
Dywizja, przejęta przez gen. George'a Erskine'a po ciężkiej ranie odniesionej przez Hardinga w styczniu, wzięła udział w bitwie o Medenine, a następnie w bitwie o linię Mareth w marcu. Pod koniec kwietnia, pod koniec kampanii, 7 Dywizja Pancerna została przeniesiona do IX Korpusu brytyjskiej 1 Armii w celu ataku na Medjez El Bab. Atak, w którym 7 Dywizja Pancerna rywalizowała z 6 Dywizją Pancerną 1 Armii w wyścigu do Tunisu, zakończył się sukcesem, a eskadra B 11 Pułku Huzarów przybyła do miasta po południu 7 maja; tuż za nim weszła 22 Brygada Pancerna i 131 Brygada Piechoty. Walki w Afryce Północnej dobiegły końca zaledwie kilka dni później, a prawie 250 tys. żołnierzy Osi poddało się aliantom.

## Włochy

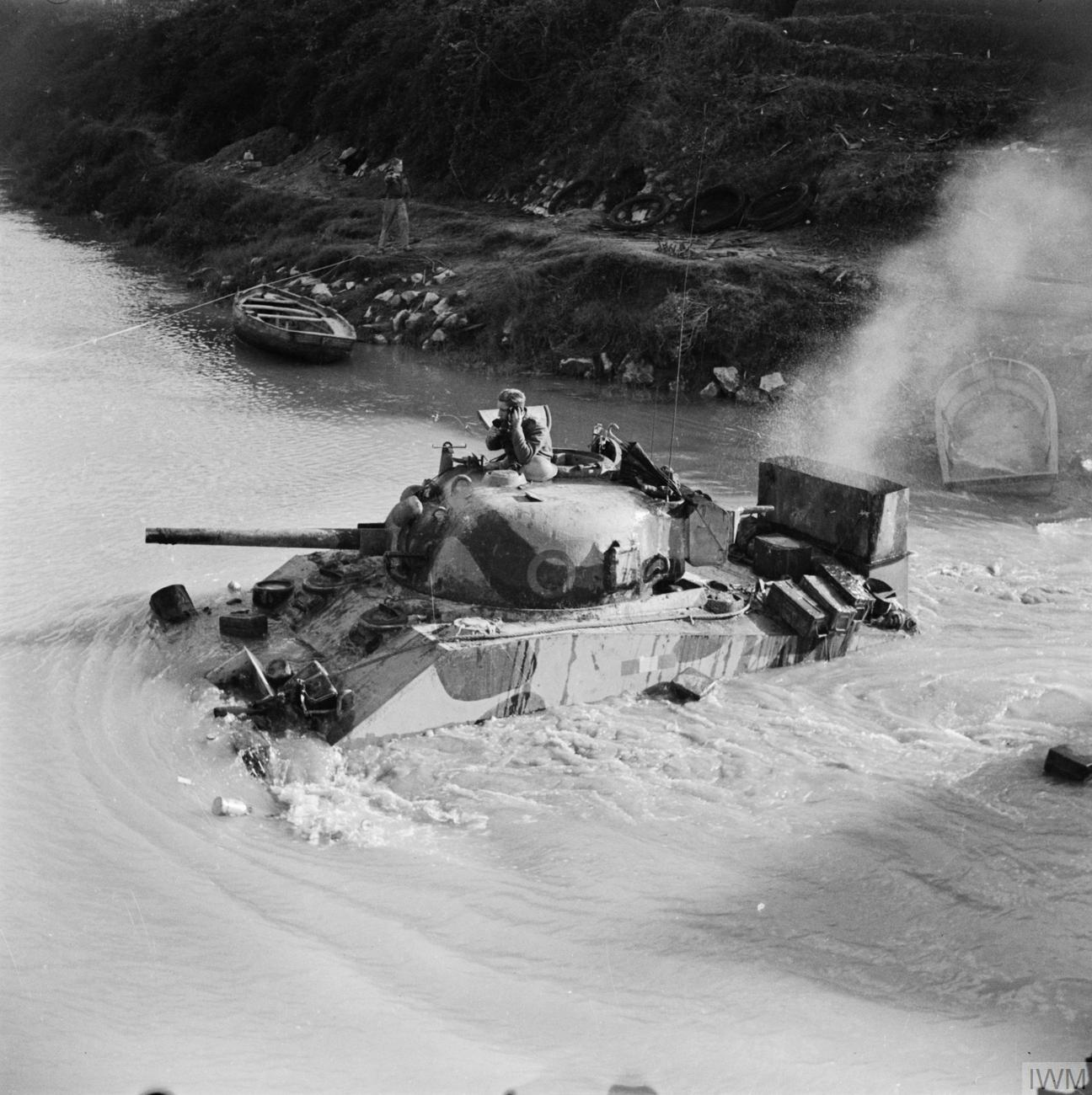
Czołg M4 Sherman z 4 Pułku County of London Yeomanry przekraczający rzekę Volturno w Grazzanise, Włochy, 17 października 1943 r.

Dywizja nie wzięła udziału w inwazji na Sycylię i pozostała w Homs w Syrii, aby szkolić się w działaniach desantowych, ale uczestniczyła we wczesnych etapach kampanii włoskiej. 7 Dywizja Pancerna wylądowała w Salerno 15 września 1943 r., aby odeprzeć ciężkie niemieckie kontrataki podczas bitwy o tamtejszy przyczółek (operacja Avalanche). Następnie, jako część brytyjskiego X Korpusu amerykańskiej 5 Armii gen. Marka W. Clarka, dowodzonego przez gen. Richarda McCreery'ego i wspieranego przez brytyjską 46 Dywizję Piechoty, 7 Dywizja Pancerna uderzyła dalej i zajęła Neapol. Szczury Pustyni, przyzwyczajone do walk na rozległej pustyni, musiały teraz przyzwyczaić się do wąskich, włoskich dróg. Dywizja przekroczyła rzekę Volturno w południowych Włoszech, budując most pontonowy. Utorowało to drogę wojskom alianckim zmierzającym na północ. 7 Dywizja Pancerna została następnie wycofana z linii frontu i była trzymana w rezerwie.
Na życzenie dowódcy brytyjskiej 8 Armii, gen. Bernarda Montgomery'ego, 7 Dywizja Pancerna została odwołana do Wielkiej Brytanii, wraz z 4 i 8 Brygadami Pancernymi oraz 50 i 51 Dywizjami Piechoty, które widział on jako przyszłych uczestników inwazji na Europę Północno-Zachodnią z brytyjską 2 Armią. 7 Dywizja Pancerna, który przekazała swoje zużyte i połatane pojazdy kanadyjskiej 5 Dywizji Pancernej, opuściła Włochy pod koniec grudnia 1943 r. i przybyła do Glasgow na początku stycznia 1944 r. Wielu spośród jej żołnierzy do tamtej pory przebywało za granicą przez ponad pięć lat.

## Europa Północno-Zachodnia

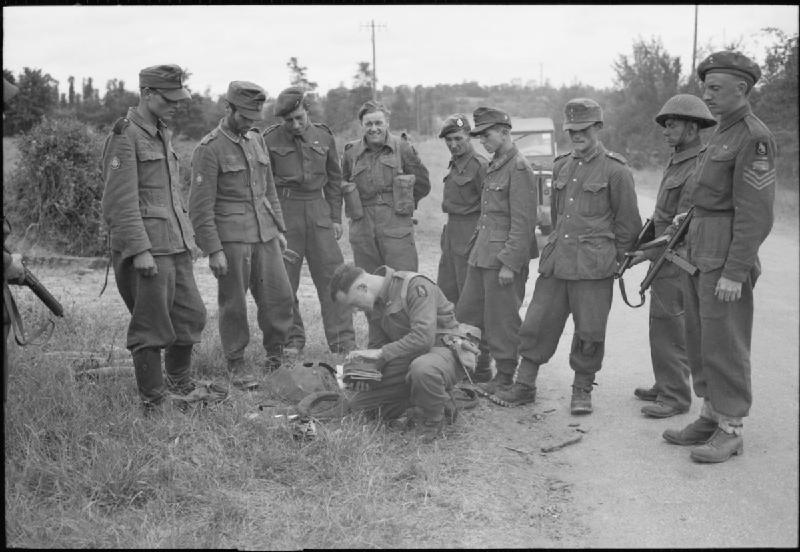
Niemieccy jeńcy przeszukiwani przez żołnierzy 1. batalionu Brygady Strzelców The Prince Consort's Own ze składu 7 Dywizji Pancernej niedaleko Tilly-sur-Seulles, Normandia, 13 czerwca 1944 r.

W Wielkiej Brytanii dywizja została ponownie wyposażona w nowe czołgi Cromwell, a w kwietniu i maju otrzymała 36 Shermanów Firefly; wystarczająco dużo, aby zorganizować każdy oddział tak, aby dysponował zarówno działami 75 mm czołgów Cromwell, jak i 17-funtowymi armatami czołgu Firefly. Szczury Pustyni byli w tamtym czasie jedyną brytyjską dywizją pancerną, która używała Cromwella jako głównego czołgu bojowego.
7 Dywizja Pancerna była jedną z trzech brytyjskich dywizji dwóch brytyjskich korpusów szturmowych przeznaczonych do lądowania w Normandii. 22 Brygada Pancerna została postawiona w stan gotowości 4 czerwca, a większość dywizji wylądowała na plaży Gold pod koniec dnia 7 czerwca, dzień po pierwszych lądowaniach. Dywizja, będąca częścią XXX Korpusu gen. Gerarda Bucknalla, początkowo brała udział w operacji Perch i operacji Goodwood, dwóch operacjach, które stanowiły część bitwy o Caen. Podczas operacji Perch dywizja miała przewodzić jednemu ramieniu ataku okrążającego, aby zdobyć miasto. Elementy dywizji napotkał jednak nieoczekiwane czołgi niemieckiej Dywizji Panzer Lehr i 101. batalion czołgów ciężkich SS w bitwie o Villers-Bocage, gdzie zostały praktycznie unicestwione jej dwa bataliony. Po zdobyciu Caen dywizja wzięła udział w operacji Spring, mającej na celu trzymanie sił niemieckich związanych na froncie brytyjskim z dala od Amerykanów, którzy rozpoczęli operację Cobra, a następnie w operacji Bluecoat, ataku mającym na celu wsparcie amerykańskiego wyłomu i przechwycenie niemieckich posiłków zmierzających do jego zatrzymania.

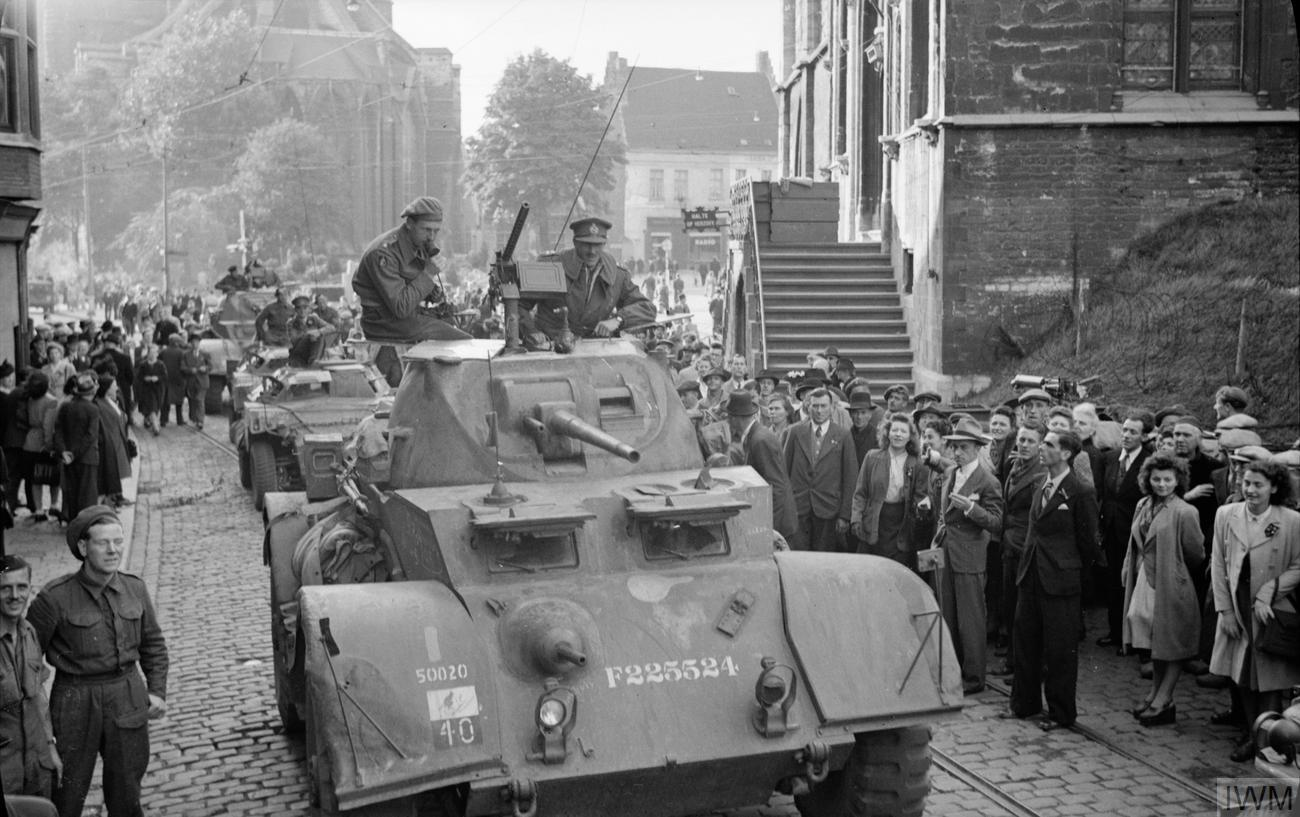
Gen. Gerald Lloyd-Verney, dowódca 7 Dywizji Pancernej wjeżdża do Gandawy w swoim samochodzie pancernym Staghound, 8 września 1944 r.

Osiągnięcia dywizji w Normandii i pozostałej części Francji zostały zakwestionowane i stwierdzono, że nie odpowiadają one wcześniejszym kampaniom. Na początku sierpnia 1944 r. gen. George Erskine, dowódca dywizji od stycznia 1943 r., bryg. William Hinde, dowodzący 22 Brygadą Pancerną, a także 100 innych oficerów dywizji zostało usuniętych ze swoich stanowisk. Erskine'a zastąpił gen. Gerald Lloyd-Verney. Historycy w dużej mierze zgadzają się, że była to konsekwencja porażki w Villers-Bocage i zmianę planowano już od tej bitwy. Historyk Daniel Taylor jest przy tym zdania, że wynik bitwy był tylko pretekstem i że zwolnienia miały miejsce „w celu wykazania, że dowództwo wojskowe robiło coś, aby przeciwdziałać złej opinii publicznej o przebiegu kampanii normandzkiej”. Historyk i były oficer armii brytyjskiej Mungo Melvin zwrócił uwagę na postęp 7 Dywizji Pancernej we wprowadzaniu elastycznej taktyki użycia różnych rodzajów sił zbrojnych po bitwie o Villers-Bocage, którą inne brytyjskie dywizje pancerne zaadaptowały dopiero po operacji Goodwood.
Zmiana dowódcy dywizji po kampanii w Normandii nie poprawiła wyników jednostki, a w listopadzie 1944 r. następca Erskine'a, gen. Lloyd-Verney, również został zwolniony i zastąpiony przez gen. Lewisa Lyne, po tym, jak „nie był w stanie wyleczyć dywizji wystarczająco dobre, aby zadowolić Montgomery'ego i Dempseya”. Nie ulega wątpliwości, że dywizja cierpiała z powodu zbiorowego i skumulowanego zmęczenia walką. Jak ujął to Lloyd-Verney, z pewną dozą uprzedzenia: „Nie ma wątpliwości, że znajomość wojny nie czyni nikogo jeszcze bardziej odważnym. Żołnierz staje się sprytny, a od sprytu do tchórzostwa jest tylko jeden, krótki krok”.

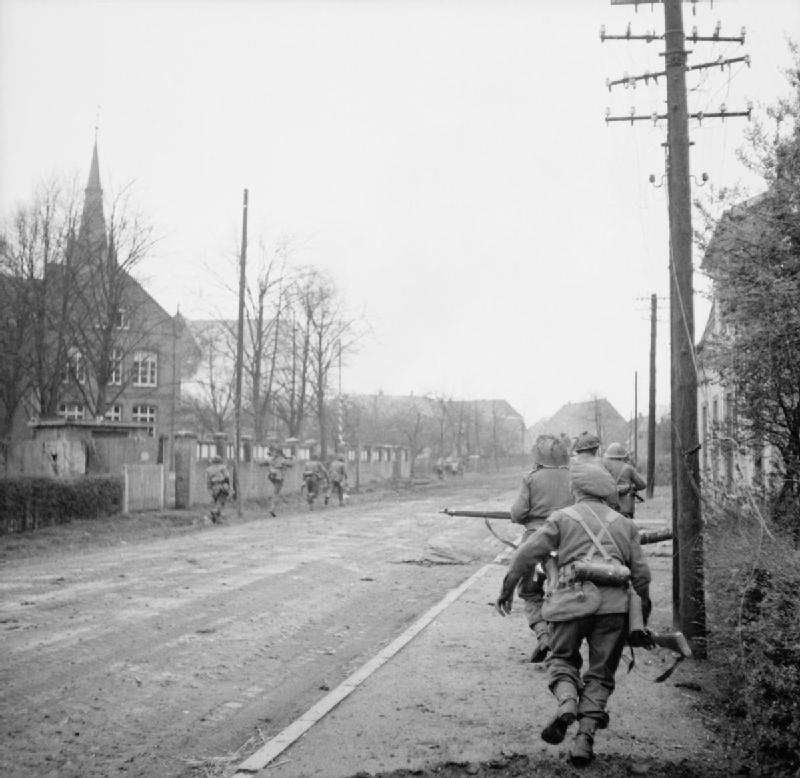
Żołnierze 9. batalionu Lekkiej Piechoty Durham nacierają wzdłuż ulicy w mieście Weseke, Niemcy, 29 marca 1945 r.

Po bitwie o Falaise, w której została zniszczona większość armii niemieckiej w Normandii, 7 Dywizja Pancerna została wysłana do Belgii i Holandii; tam wyzwoliła Gandawę 6 września. Następnie wzięła udział w uderzeniu w stronę rzeki Moza i forsowaniu jej, gdzie dywizja dowodzona teraz przez gen. Lewisa Lyne, bardzo doświadczonego dowódcę, została nieco zreorganizowana, a wielu doświadczonych żołnierzy przebywających za granicą ponad pięć lat zostało odesłanych do domu. W styczniu 1945 r. 7 Dywizja Pancerna, składająca się z 8 Brygady Pancernej i 155 Brygady Piechoty (przeniesionej z 52 Dywizji Piechoty Lowland), wzięła udział w operacji Blackcock w celu oczyszczenia trójkąta Rury. Dywizja miała krótki odpoczynek na szkolenie pod koniec lutego. Następnie wzięła udział w operacji Plunder. 7 Dywizja Pancerna sforsowała rzekę Ren w pobliżu Xanten i Wesel, po czym ruszyła w kierunku miasta Hamburg jako swojego punktu docelowego, gdzie dywizja zakończyła wojnę. Po drodze, 16 kwietnia 1945 r. 7 Dywizja Pancerna wyzwoliła Stalag 11B w Fallingbostel, który był pierwszym wyzwolonym obozem dla jeńców wojennych. Ostatnią bitwą 7 Dywizji Pancernej była krótka walka o Hamburg.

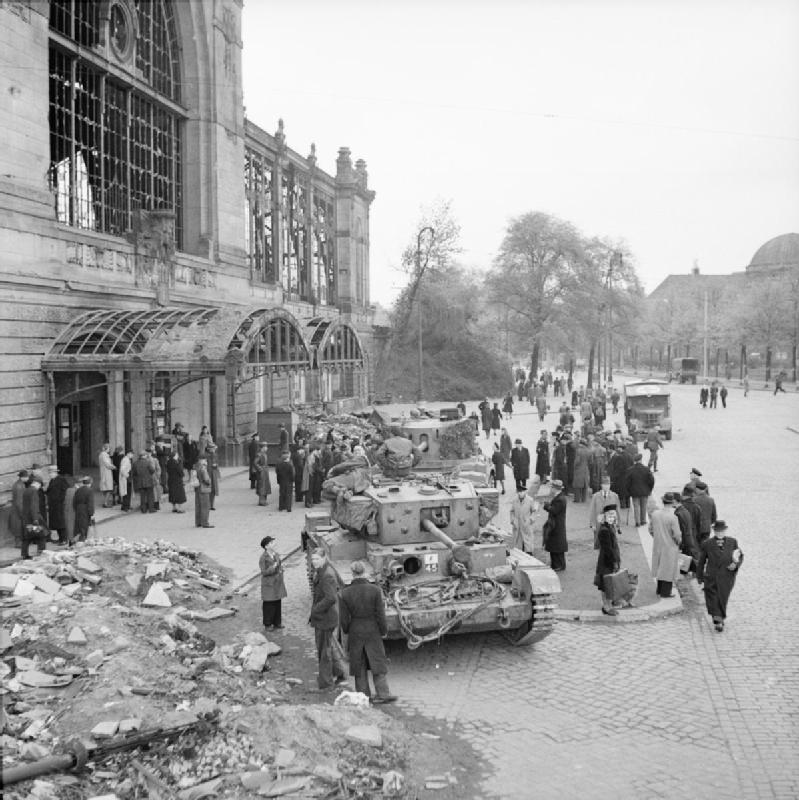
Czołgi Cromwell i Challenger z 8 Pułku Huzarów 7 Dywizji Pancernej, przed stacją Hamburg Dammtor, 5 maja 1945 r.

W lipcu 1945 r. 7 Dywizja Pancerna przeniosła się do Berlina, gdzie wraz z żołnierzami amerykańskimi, francuskimi i sowieckimi wzięła udział w berlińskiej paradzie zwycięstwa 1945 r. Wśród odbierających paradę byli Winston Churchill, brytyjski premier, który szczególnie lubił dywizję, feldmarsz. Alan Brooke, szef Imperialnego Sztabu Generalnego i feldmarsz. Bernard Montgomery, dowódca 21 Grupy Armii.

## Po wojnie
Dywizja pozostała w Niemczech jako część sił okupacyjnych, a następnie do lat 50. jako część Brytyjskiej Armii Renu, utrzymywanej dla przeciwwagi Układowi Warszawskiemu. Gdy siły brytyjskie w Niemczech zostały pomniejszone, ich dywizje o wyższych numerach miały powrócić do domu. Długa i znakomita kariera 7 Dywizji Pancernej ostatecznie dobiegła końca w kwietniu 1958 r., kiedy została ona przekształcona w 5 Dywizję Pancerną. Jednak tradycje dywizji i kultowy przydomek Szczury Pustyni są kontynuowane przez 7 Brygadę Pancerną, która stanowi część 1 Dywizji Pancernej.

## Pochodzenie pseudonimu Szczury Pustyni
Nazwę tę wymyślił pierwszy dowódca dywizji, gen. Percy Hobart podczas wizyty w Maaten Bagush. Spotkał się tam z Rea Leakeyem, oficerem wywiadu, który trzymał jako zwierzę domowe jerboę, czyli owego „pustynnego szczura”. Hobart zajął się tym zwierzęciem i postanowił przyjąć nazwę Szczury Pustyni jako przydomek dywizji. Naszywka naramienna z postacią szczura została zaprojektowana przez żonę jego następcy, gen. Michaela O'Moore Creagha, która wykorzystała jako „modelkę” jerboę z zoo w Kairze. Powstałe naszywki zostały wykonane ze szkarłatnej nici. Początkowo były nieoficjalne; Ministerstwo Wojny przyjęło ich wzór dopiero latem 1943 r., a następnie przeprojektowało je tak, aby zdaniem Leakeya bardziej przypominały kangura niż jerboę. Kolor naszywek został również zmieniony na czarny.